# Prognathogryllus olympus
Prognathogryllus olympus är en insektsart som beskrevs av Otte, D. 1994. Prognathogryllus olympus ingår i släktet Prognathogryllus och familjen syrsor. Inga underarter finns listade i Catalogue of Life.